# Pétrel de Tahiti
Pseudobulweria rostrata
Espèce
Synonymes
- Pterodroma rostrata

Statut de conservation UICN

 NT  : Quasi menacé
Le Pétrel de Tahiti (Pseudobulweria rostrata) est une espèce d'oiseaux marins de la famille des Procellariidae.

## Répartition
Cet oiseau se reproduit en Polynésie française,  en Nouvelle-Calédonie, aux Fidji, sur les Samoa américaines, et possiblement sur les îles Cook.